# Peter Arnfeldt
Peter Arnfeldt (født 17. juni 1972 i Seest) er en tidligere dansk spindoktor og kommunikationsdirektør.
Arnfeldt blev født i Kolding og voksede op i Rødekro med sine forældre og en yngre bror.
Han har en uddannelse i kommunikation fra University of Westminister og en cand.scient.pol. fra Århus Universitet.
Arnfeldt arbejdede som pressesekretær for Det Radikale Venstre 1997-1999.
I 1999 blev han spindoktor i Økonomiministeriet ved Marianne Jelved.
Han fortsatte i 2001 som spindoktor i Økonomi- og Erhvervsministeriet for Bendt Bendtsen indtil 2004.
I ministeriet havde han da en løn på 729.000 kr.
Arnfeldt blev i 2004 ansat i Dong Energy frem til 2008, hvor han skiftede til VKR Holding A/S.
I 2009 var han partner i Rostra Kommunikation A/S.
Arnfeldt vendte tilbage til rollen som spindoktor igen, først i Skatteministeriet i 2010, derefter i 2011 i Undervisningsministeriet for Troels Lund Poulsen.
Da han var spindoktor i Skatteministeriet var han med en løn på 1.136.399 kroner en af de højestlønnede spindoktorer i regeringen. Arnfeldt er usædvanlig ved at have virket som spindoktor for tre partier.
Blandt folk på Christiansborg blev han kaldt en af de "hårde hunde" hos spindoktorene.

## Kommissionsundersøgelse af indblanding i Thorning-Schmidt-Kinnocks skattesag
Arnfeldt kom i mediernes søgelys i september 2011 i forbindelse med Helle Thorning-Schmidt og Stephen Kinnocks skattesag.
Medierne mistænkte Arnfeldt for at stå bag lækagen af Thorning-Schmidt-Kinnock-parrets sag.
Ifølge Ekstra Bladets oplysninger havde han adgang til den fortrolige redegørelse i sagen, der blev lækket til BT kort før Folketingsvalg 2011 den 15. september.
Overfor Skattesagskommissionen erkendte han, at han for at forberede et presseberedskab havde adgang til sagen, men at han efterfølgende havde makuleret den. Hvorvidt han talte med B.T. om den husker han ikke.
Den 4. december 2011 brød Ekstra Bladet avisens kildebeskyttelse og fortalte, at deres journalist Jan Kjærgaard forhandlede med Arnfeldt i flere måneder efter Thorning-Schmidts skatteafgørelsen den 16. september 2010. Arnfeldt skulle da have fortalt, at han havde adgang til den fortrolige redegørelse. Peter Arnfelt blev politianmeldt af Skatteministeriet på baggrund af disse mistanker.
Den 1. december 2014 meddelte anklagemyndigheden at man frafaldte sigtelsen, da man ikke længere forventede, at Arnfelt kunne kendes skyldig ved domstolene. Frafaldet betød at politiet stod uden mistænkte i sagen.

## Personligt og andet
Arnfeldt er gift med Ulla Østergaard, der i en årrække var spindoktor for Lars Løkke Rasmussen og pressechef for Ny Alliance. I kraft af sit ægteskab havde han en lille men interessant rolle i dokumentarfilmen Dagbog fra midten. I den lille bemærkelsesværdige sekvens ses Arnfeldt fortælle Naser Khader, at han skal sige "Anders Fogh Rasmussen er vores statsministerkandidat".
I februar 2015 blev Arnfeldt kommentator på Jyllands-Posten.
Arnfeldt var indtil 2015 formand for Høve Friskoles bestyrelse.

## Henvisning
1. ↑  "Peter Arnfeldts visitkort". Altinget. 29. august 2024. Hentet 29. august 2024.
2. ↑  Mette Christine Schulz (7. september 2012). "Spindoktor er fra Rødekro: Nu sigtes han for lækager til medier". JydskeVestkysten. Arkiveret fra originalen 4. marts 2016. Hentet 7. juni 2015.
3. 1 2 3 4  LinkedIn
4. 1 2  "Spindoktorer i modvind". Information. 16. januar 2003.
5. ↑  "Millionløn til særlige rådgivere". Ugebrevet A4. Arkiveret fra originalen 9. marts 2012. Hentet 19. november 2011.
6. ↑  Anders Jerking (4. december 2011). "Arnfeldt – en kontroversiel rådgiver". Altinget.dk.
7. ↑  Jan Kjærgaard, Anders Svendsen (14. september 2011). "Livstegn fra eftersøgt spindoktor". Ekstra Bladet.
8. ↑  Jan Kjærgaard, Steen Larsen, Michael Elsborg (12. september 2011). "Han har set Helles skattepapir: Nu er han rejst til Lapland". Ekstra Bladet.{{cite news}}:  CS1-vedligeholdelse: Flere navne: authors list (link)
9. ↑  Søndberg, Astrid (29. august 2012). "Få hele overblikket her: Det skete på skattesagens dag to". B.T. Hentet 30. august 2024.
10. ↑  Ritzau (4. december 2011). "Avis: Spindoktor parat til at lække oplysninger". JP. Arkiveret fra originalen 4. december 2011. Hentet 4. december 2011.
11. ↑  "Bekræftet: Arnfeldt politianmeldt". DR. 5. december 2011.
12. ↑  Ritzaus Bureau (1. december 2014). "Politiet dropper sigtelse mod Peter Arnfeldt". Dagbladet Børsen. Arkiveret fra originalen 13. december 2014. Hentet 3. december 2014.
13. ↑  Nikolai Thyssen (6. februar 2009). "Guldbrandsen med venner". Information.
14. ↑  Ritzau (6. februar 2015). "Peter Arnfeldt gør comeback som kommentator". Newsbreak.dk. Arkiveret fra originalen 21. februar 2021. Hentet 2. maj 2015.
15. ↑  "Fra Høve til New York". Sjællandske Medier. 31. januar 2015.